# Abdul Latif Rashid
Abdul Latif Rashid (Solimania, 10 de agosto de 1944) es un político kurdo iraquí, que actualmente se desempeña como presidente de Irak desde el 13 de octubre de 2022. Anteriormente fue ministro de Recursos Hídricos bajo el gobierno de Nuri al Maliki; ocupó el mismo cargo bajo el Gobierno de Transición de Irak. Rashid fue portavoz de la Unión Patriótica del Kurdistán en el Reino Unido.

## Biografía

### Primeros años
Rashid es kurdo, nació en 1944 en Solimania, y es un miembro activo de la Unión Patriótica del Kurdistán bajo el liderazgo de Yalal Talabani. Rashid asistió a la escuela secundaria británica 'A-Levels' en el norte de Gales. Estudió ingeniería civil en la Universidad de Liverpool y obtuvo un doctorado en la Universidad de Mánchester.
También ha estado involucrado en una serie de programas y organizaciones relacionadas con la ingeniería, desarrollos agrícolas, liderazgos kurdos e iraquíes. Anteriormente, trabajó como gerente de proyectos sénior para la Organización de las Naciones Unidas para la Alimentación y la Agricultura en Yemen y Arabia Saudita.

### Trayectoria política
En 1992, Rashid fue elegido vicepresidente y miembro ejecutivo del Congreso Nacional Iraquí, y en 1998 fue elegido miembro del liderazgo de seis miembros del partido, también fue representante de la Unión Patriótica del Kurdistán en el Reino Unido desde 1986, así como portavoz del Frente del Kurdistán.
Como ministro de Recursos Hídricos desde septiembre de 2003 hasta diciembre de 2010, Rashid fue responsable de una variedad de temas, incluidos el riego, el suministro de agua municipal e industrial, la energía hidroeléctrica, el control de inundaciones y los requisitos ambientales, incluida la restauración de pantanos. Después de la destitución del régimen de Sadam Huseín en abril de 2004, el ministro supervisó mejoras espectaculares en la gestión de los recursos hídricos del país.

## Vida personal
Está casado con Shanaz Ibrahim Ahmed y tiene dos hijos y una hija.